# Kurd, Madžarsla
Kurd je vas na Madžarskem, ki upravno spada pod podregijo Dombóvári Županije Tolna.